# Braon linija (CTA)
Braon linija (engl. Brown Line) je linija čikaškog metroa. Linija se nekada zvala Ravenswood Route, ali se to promenilo 1993, kada su sve linije dobile imena po bojama. 
Linija ide oko osamnaest kilometra severno i zapadno od centra grada do gradske oblasti Olbani Park. Cela linija ide iznad zemlje. Linija je po rangu treća najkorišćenija linija u metro sistemu, sa skoro 100.000 putnika u nedelji — oktobar 2009. Od ponedeljka do subote linija radi od 5:00 ujutro do 12:30 uveče. Nedeljom radi od 7:00 do ponoći. 

## Stanice
- — zatvorena 1949.
- — zatvorena 1949.
- — zatvorena 1949.
- — zatvorena 1949.
- — zatvorena 1949.
- — zatvorena 1949.
- — zatvorena 1949.
- — zatvorena 1949.
- — zatvorena 1949.
- — zatvorena 20. septembra 1970.
- — zatvorena 1949, Grand stanica je otvorena umesto nje
- potom linija ide do svih stanica u loop-u i vraća se nazad.

## Istorija
Braon linija je bila otvorena za javnost na 18. maja 1907. Bila je produžetak Northwestern Elevated Railroad, koja je išla ka severu od centra grada. Radovi na produžetku linije su nastavljeni i linija je bila završena 14. decembra 1907. Posle Drugog svetskog rata neke stanice su uklonjene.
U zadnji 25 godina dvadesetog veka linija je imala veliki rast u broju putnika. Zbog toga je od 2006. do 2009. linija renovirana, to jest skoro sve stanice na liniji su renovirane da bi mogle da prime više metro vozila.